# Transformer
Transformer este al doilea album de studio al muzicianului rock american  Lou Reed, lansat în noiembrie 1972. 

## Tracklist
1. "Vicious" (2:58)
2. "Andy's Chest" (3:20)
3. "Perfect Day" (3:46)
4. "Hangin' 'Round" (3:35)
5. "Walk on the Wild Side" (4:15)
6. "Make Up" (3:00)
7. "Satellite of Love" (3:42)
8. "Wagon Wheel" (3:19)
9. "New York Telephone Conversation" (1:33)
10. "I'm So Free" (3:09)
11. "Goodnight Ladies" (4:31)

- Toate cântecele au fost scrise de Lou Reed.

## Single
- "Walk on the Wild Side" (1973)